# Пичвиани (Душетский муниципалитет)
Пичвиани (груз. ფიჭვიანი) — село в Грузии, на территории Душетского муниципалитета края (мхаре) Мцхета-Мтианети.

## География
Село находится в северо-восточной части Грузии, в долине реки Цирдалисхеви (левый приток Арагви), на расстоянии приблизительно 12 километров (по прямой) к востоку от города Душети, административного центра муниципалитета. Абсолютная высота — 1329 метров над уровнем моря.

## Население
По результатам официальной переписи населения 2014 года постоянное население в Пичвиани отсутствовало.
| Год  | Население, человек |
| ---- | ------------------ |
| 2002 | 13                 |
| 2014 | ↘ 0                |